# Sesleria heufleriana
Sesleria heufleriana är en gräsart som beskrevs av Philipp Johann Ferdinand Schur. Sesleria heufleriana ingår i släktet älväxingar, och familjen gräs. Inga underarter finns listade i Catalogue of Life.

## Bildgalleri

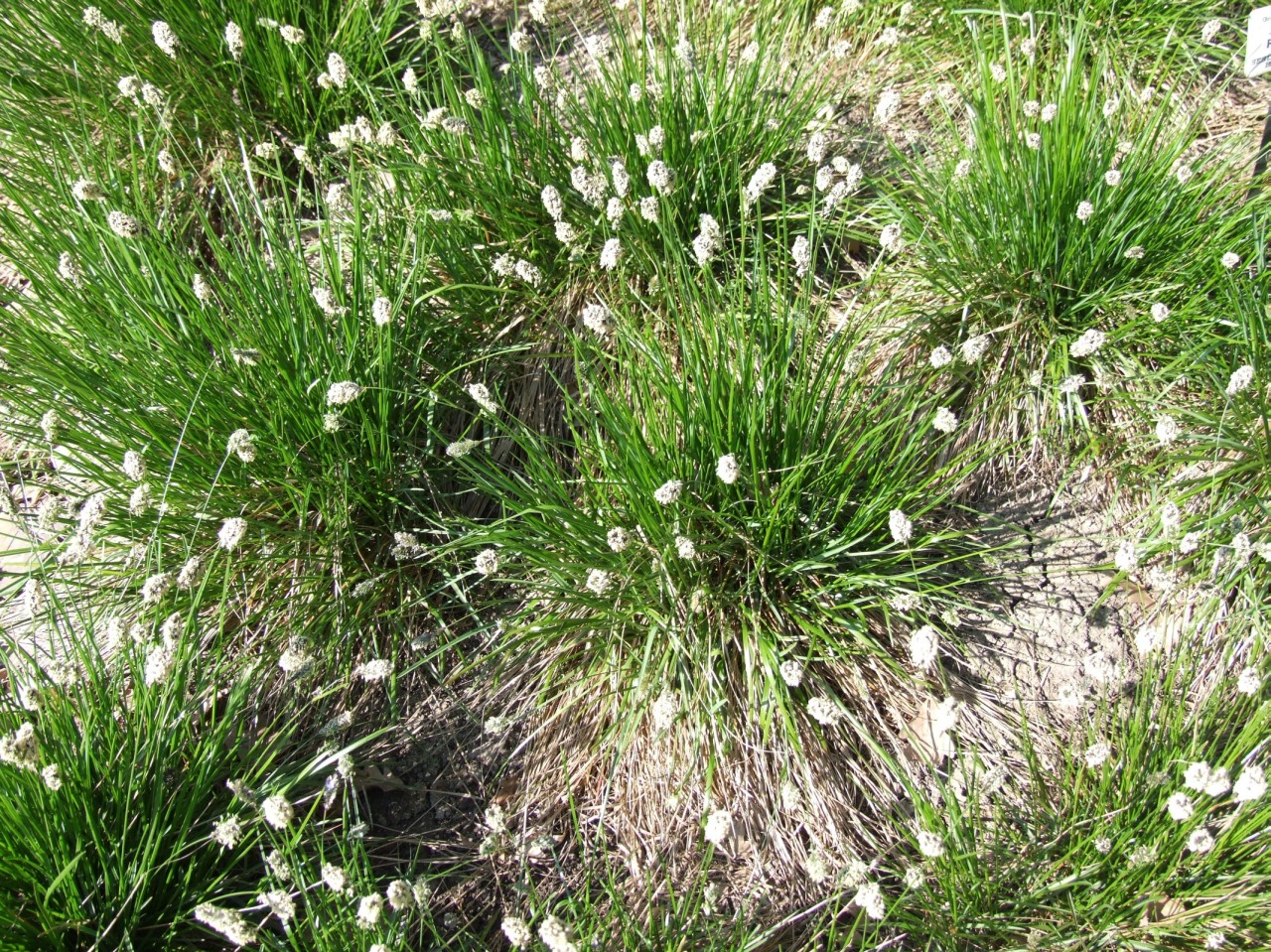
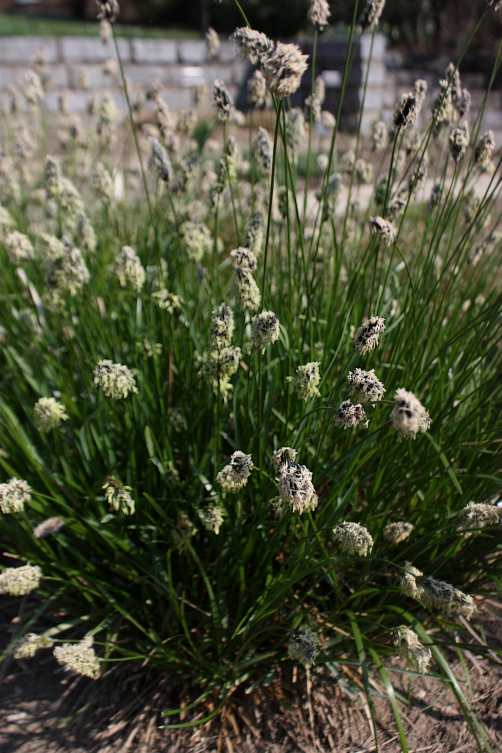
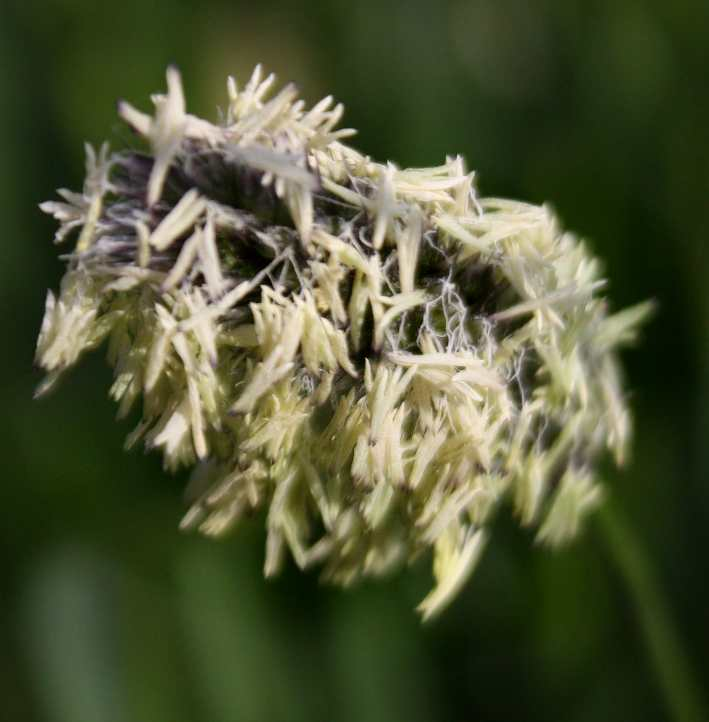
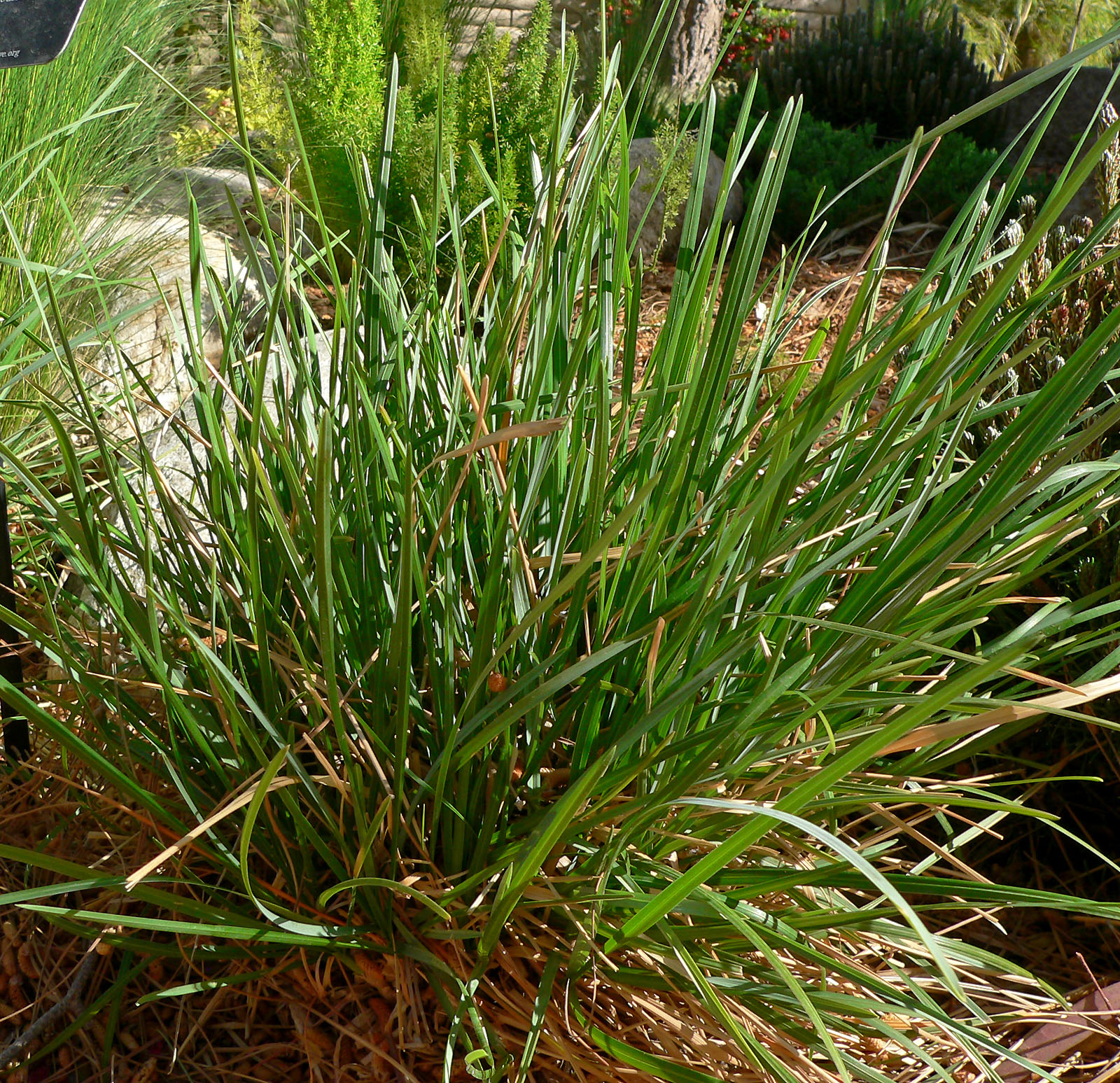